# Vierge de l'humilité
Pour les articles homonymes, voir Vierge de l'humilité (Masolino, Munich) et Vierge de l'humilité (Masolino ou Pesello).

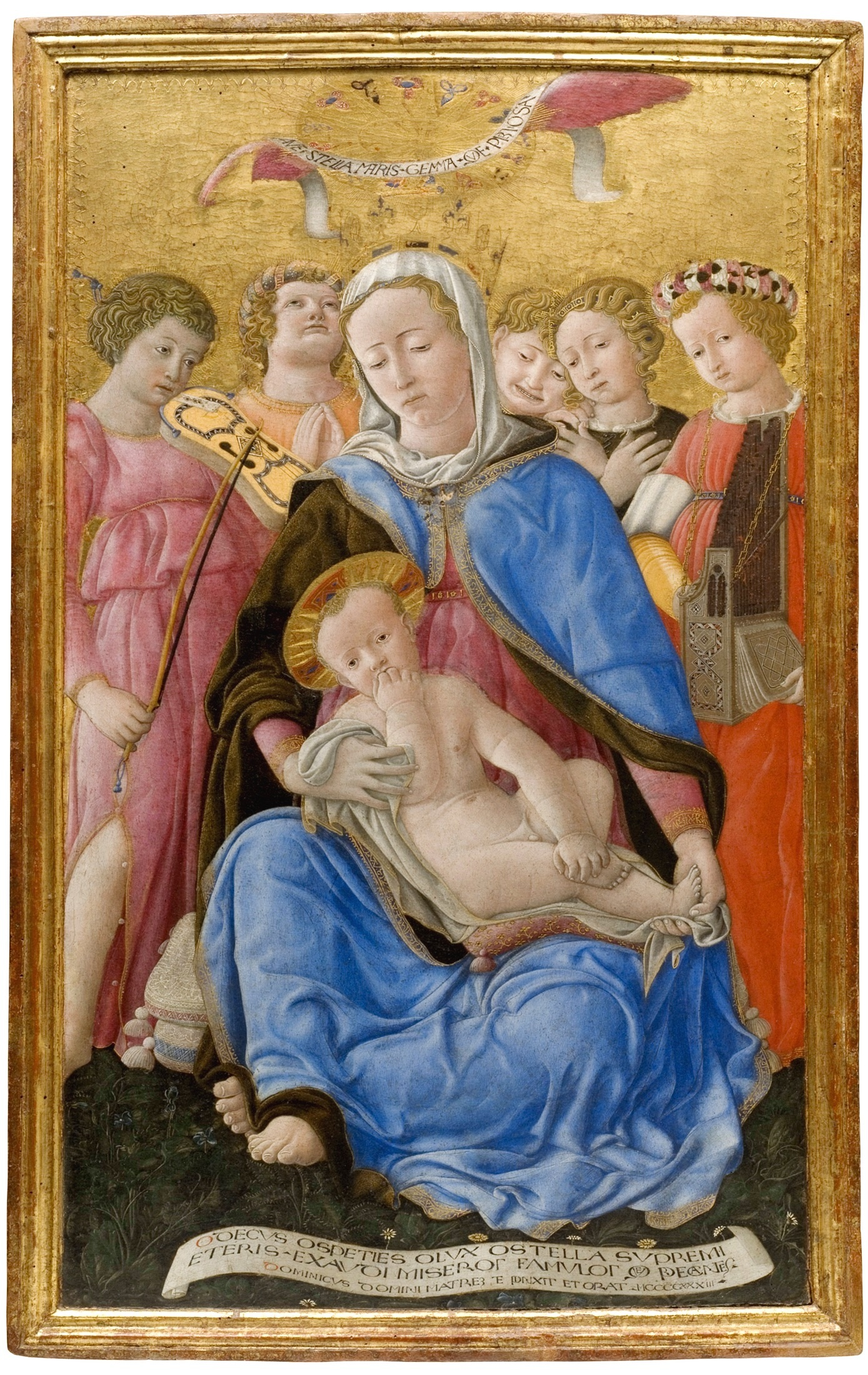
Par Domenico di Bartolo (1433), pinacothèque nationale de Sienne.

La Vierge de l'humilité  est une des variantes iconographiques de la peinture chrétienne du thème de la Vierge à l'Enfant.
Ce thème a été pratiqué par les primitifs italiens de la pré-Renaissance, apportant les innovations picturales aux  peintures gothique et  byzantine. Le premier tableau de ce type, la Madone d'humilité est dû à Simone Martini lors de son séjour à Avignon. À partir de 1348, elle remplace progressivement la Vierge en majesté, la peste noire qui ravage l'Europe incitant à la création de tableaux plus humains.
Selon Panofsky  le mot « humilité » vient étymologiquement du latin « humus », la terre, le terreau, le bas et permet, par ce terme, de représenter la Vierge dans cette posture, sans son trône.  
Soit : 
- une posture plus humaine car la Vierge Marie est représentée assise sur le sol, sans trône, souvent sur un parterre de plantes  ou de tissus, voire les pieds nus[4] ;
- elle tient sur ses genoux l'Enfant Jésus, sur un voile considéré comme une prémonition de son suaire, souvent il tend la main vers son sein nourricier ;
- des anges l'entourent ;
- le fond reste d'or ;
- l'auréole de la Vierge peut comporter l'inscription « Humilité » (Paolo Veneziano).

Les représentations postérieures afficheront la Vierge d'humilité en « vision céleste », toujours assise, mais sur un coussin posé sur un nuage, moins accessible des spectateurs levant les yeux vers elle

## Peintres ayant peint uneVierge de l'humilité
- Lorenzo Monaco

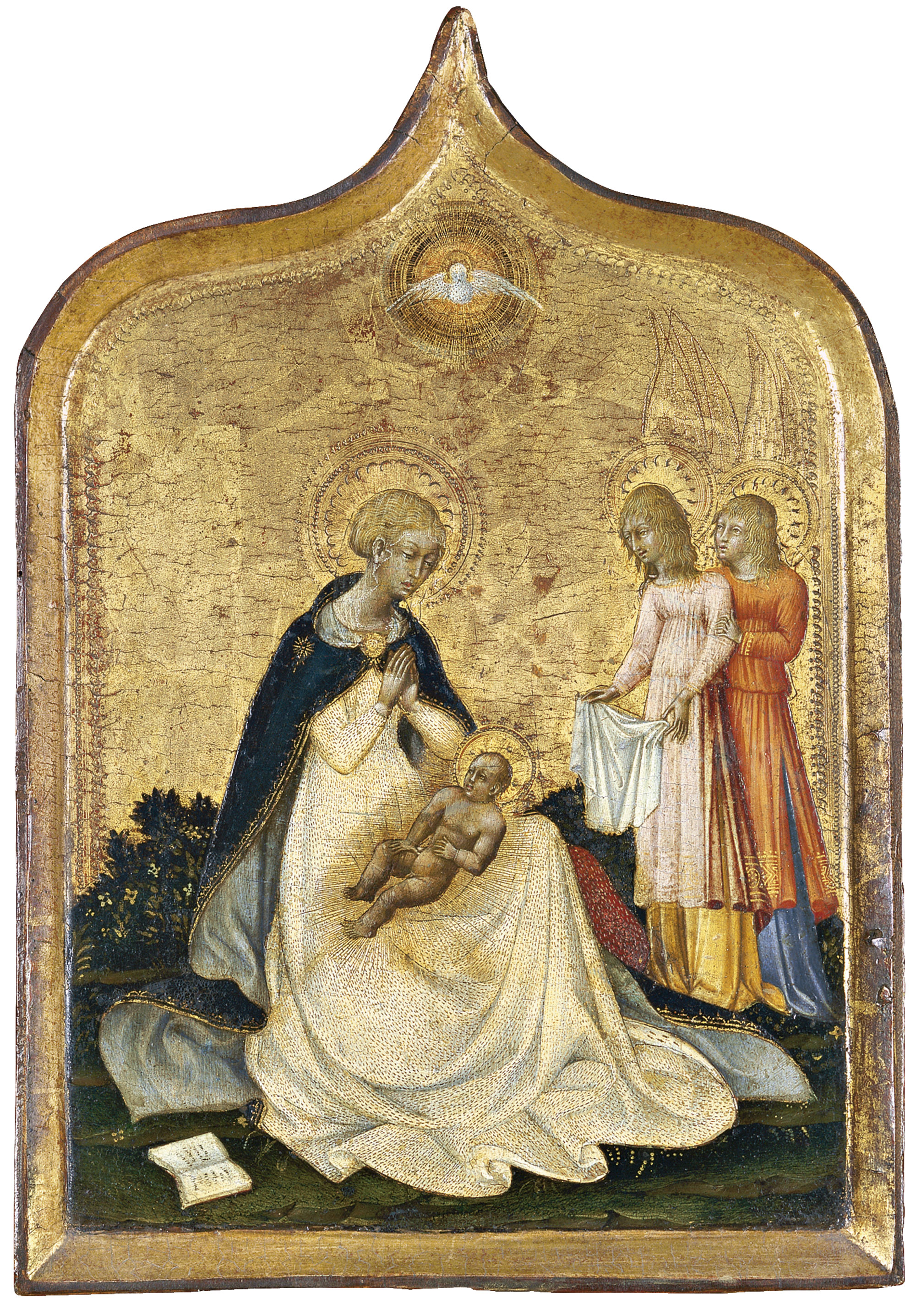
Par Giovanni di Paolo (v. 1440), musée Thyssen-Bornemisza, Madrid.

- Andrea di Bartolo (1389-1428), siennois
- Zanobi Strozzi
- Fra Angelico
- Lippo Dalmasio
- Andrea Orcagna
- Jacopo di Cione
- Simone Martini
- Masaccio
- Guariento di Arpo
- Domenico di Bartolo
- Giovanni di Paolo
- Maestro di Bambino Vispo
- Fra Filippo Lippi
- Paolo Veneziano
- Giovanni Bellini
- Agnolo Gaddi
- Niccolò di Buonaccorso
- Masolino di Panicale et peut-être Giuliano Pesello